# Armin Köhler
Armin Köhler (* 27. Juni 1952 in Aue (Sachsen); † 15. November 2014 in Baden-Baden) war ein deutscher Musikwissenschaftler, Festivalleiter und Rundfunkredakteur.

## Leben
Armin Köhler studierte von 1970 bis 1974 Musik an der Hochschule für Musik Carl Maria von Weber Dresden sowie von 1977 bis 1980 Musikwissenschaft an der Universität Leipzig. Mitte der 1970er Jahre war er als Soloposaunist an einem Theater tätig. Ab 1980 war er Lektor beim Musikverlag Edition Peters. 1984 bis 1992 hatte er Lehraufträge an den beiden Hochschulen, an denen er studiert hatte.
Im Frühjahr 1988 gründete er gemeinsam mit Gisela Nauck die Zeitschrift Positionen. Beiträge zur neuen Musik im VEB Edition Peters Leipzig als inhaltlich selbstverantwortete Alternative zu der in der DDR üblichen offiziellen Publikationskultur über zeitgenössische Musik. 
1990 wurde er Redakteur beim Deutschen Fernsehfunk, 1992 Redaktionsleiter für Neue Musik beim Südwestfunk; diese Position behielt er auch nach der Senderfusion zum Südwestrundfunk bei. Dort gestaltete er neben der Konzertreihe mit Neuer Musik des SWR unter anderem die Sendereihe Erlebte Geschichte, für die er Interviews mit Komponisten führte. Vorträge an Musikhochschulen, Musikzentren, Universitäten; Essays.
Von 1992 bis zu seinem Tod nach schwerer Krankheit war er künstlerischer Leiter der Donaueschinger Musiktage. Unter seiner Ägide kamen in Donaueschingen nahezu vierhundert Kompositionen zur Uraufführung. Zudem gliederte er unter dem Begriff maD (music academy Donaueschingen) den Workshop  „Next Generation“ für Kunst- und Musikstudenten sowie ein Fortbildungsangebot für Lehrkräfte an Schulen und Musikschulen (Musik aktuell – „Abenteuer Neue Musik“ und Donaueschinger Musiktage) dem Programm der Donaueschinger Musiktage an. Die Donaueschinger Musiktage öffnete er für neue Kunst-, Präsentations- und Wahrnehmungsformen. Er war Ideengeber und Initiator des Festivalkongresses „upgrade“ (Neue Musik Vermittlung, Donaueschingen, Frühjahr 2015 und 2017). Im Gedenken an sein Wirken wurde im Oktober 2015 der Platz vor den Donauhallen in Donaueschingen ihm gewidmet (Armin-Köhler-Platz).

## Veröffentlichungen
- Die instrumentale Zusammensetzung von gemischt vokal-instrumentalen Ensembles unter Beteiligung einer Posaune in der Zeit von 1430–1620 und die Funktion der Posaune in diesen Ensembles. Unveröffentlichte Dissertation, Universität Leipzig 1980.
- als Hrsg. mit Rolf W. Stoll: Vom Innen und Aussen der Klänge. Die Hörgeschichte der Musik des 20. Jahrhunderts, 2 DVDs, Schott, Mainz 2004, ISBN 3-7957-6094-1.
- als Hrsg.: Die Innovation bleibt immer auf einem Fleck. Die Donaueschinger Musiktage und ihr Metier. (edition neue zeitschrift für musik, hg. von Rolf W. Stoll), Schott, Mainz 2011, ISBN 978-3-7957-0790-3.
- Erlebte Geschichte. Aufbrüche, Rückblicke, Zeitläufte, Sendungen + Texte (DVDaudio). (edition neue zeitschrift für musik, hg. von Rolf W. Stoll), Mainz 2013, ISBN 978-3-7957-7610-7.
- als Hrsg.: Josef Anton Riedl (Komponisten in Bayern, Band 52). Schneider, Tutzing 2013, ISBN 978-3-86296-051-4.
- als Hrsg. mit Bernd Künzing: und+: Komponisten, ihre Musik und ihre anderen Künste. Katalogband. (edition neue zeitschrift für musik, hg. von Rolf W. Stoll), Schott, Mainz 2014, ISBN 978-3-7957-0880-1.